# میهایل کاجایا
میهایل کاجایا (به گرجی: მიხეილ ქაჯაია؛ زادهٔ ۲۱ ژوئیهٔ ۱۹۸۹) یک کشتی‌گیر فرنگی‌کار گرجی الاصل کشور صربستان است.
از افتخارات وی می‌توان به کسب مدال برنز مسابقات قهرمانی کشتی جهان ۲۰۱۹ اشاره کرد. وی سابقه حضور در المپیک ۲۰۲۰ توکیو و المپیک ۲۰۲۴ پاریس را دارد.

## مسابقات قهرمانی کشتی جهان ۲۰۱۸
کاجایا در وزن ۹۷ کیلوگرم کشتی فرنگی مسابقات قهرمانی کشتی جهان ۲۰۱۸ بوداپست حاضر بود که در مسابقه های اول تا سوم مارسین اولجنیژاک از لهستان، آندری گلادکیاخ از اوکراین و آندرج دادک از چک را شکست داد اما در نیمه نهایی به کیریل میلوف از بلغارستان باخت و به دیدار رده‌بندی رفت. وی در دیدار رده‌بندی بالاس کیس از مجارستان را شکست داد و مدال برنز وزن ۹۷ کیلوگرم را بدست آورد.

## مسابقات قهرمانی کشتی جهان ۲۰۱۹
کاجایا در وزن ۹۷ کیلوگرم کشتی فرنگی مسابقات قهرمانی کشتی جهان ۲۰۱۹ نورسلطان حاضر بود که در مسابقه های اول تا سوم ماتیاس باک از دانمارک، ویلیوس لورینایتس از لتونی و آرتور عمروف از چک را شکست داد اما در نیمه نهایی به موسی اولویف از روسیه باخت و به دیدار رده‌بندی رفت. وی در دیدار رده‌بندی تادیوس میچالیک از لهستان را شکست داد و مدال برنز وزن ۹۷ کیلوگرم را بدست آورد.